# Ždiarské sedlo
Ždiarské sedlo je sedlo v Nízkých Tatrách nad obcí Pohorelá v nadmořské výšce 1473 m. Odděluje masivy Andrejcová (1519 m) na západě a Bartková (1790 m) na východě v Královohoľské části pohoří a tvoří přechod přes hlavní hřeben z Pohorelé a Liptovské Tepličky. Sedlem prochází červeně značená Cesta hrdinů SNP. Na jižním svahu se nachází pramen vody.

## Přístup
- po  značce (turistická magistrála Cesta hrdinů SNP) z východu od Kráľovy hole přes Bartkovou, resp. ze západu z Andrejcové
- po  z obcePohorelá